# Jules-Antoine Badal
Pour les articles homonymes, voir Badal.
Jules-Antoine Badal (né à Salers en 1840, mort en 1929) est un ophtalmologue français, premier titulaire de la chaire d'ophtalmologie de Bordeaux.

## Biographie
Jules-Antoine Badal est né le 14 mars 1840 à Salers.
Jean Joachim Badal, son père, était directeur de l’école primaire de cette ville, il était marié à Marie-Eléonore Longueville. Comme le rappela plus tard M. Rochon-Duvigneaud, qui commença ses études de médecine à Bordeaux avant de « monter » à Paris et fréquenta le service de Badal, ses parents « ne lui laissèrent comme seul héritage que des rhumatismes ».
Il grandit à Salers, jusqu’à la nomination de son père dans le département voisin de la Haute-Loire, à La Chaise-Dieu. Il devint alors pensionnaire au lycée du Puy. La disparition des archives du lycée impérial ne permet pas de connaître son cursus scolaire avec précision.

### Études supérieures
Après le baccalauréat, il fut reçu au concours de l’école impériale de santé militaire à Strasbourg. Il sortit major de sa promotion, après avoir soutenu sa thèse le 25 aout 1864 devant un jury présidé par le Professeur Kuss. Elle traitait de « La nature de la blennorragie ». Il exposait et discutait les trois hypothèses de transmission de cette pathologie : origine syphilitique, origine « particulière » et origine inflammatoire. Il soutenait la doctrine du Président, soulignait que cette affection ne touchait que les muqueuses des deux sexes et faisait l’hypothèse que la « blennorragie » était une affection liée à l’existence d’une syphilis constitutionnelle chez la femme « infectante » et concluait que l’homme ne pouvait transmettre la vérole à ses partenaires. Ces développements font aujourd’hui sourire, mais il faut se souvenir que le gonocoque ne fut identifié par Neisser qu’en 1879 dans le pus urétral et que sa culture ne fut réussie qu’en 1882. Parmi les douze questions qui lui furent posées après sa soutenance, comme cela se faisait alors, seule celle qui concernait la médecine opératoire était proche de sa future spécialité et concernait la « blépharoplastie ».

### Début de carrière
Il rejoignit l’école d’Application du Val-de-Grâce. Le professeur Maurice Perrin (1826–1889) lui fit découvrir l’ophtalmologie, il dirigeait le service « d’ophtalmoscopie » du Val-de-Grâce.
Après le stage d’Application, il fut affecté à la Garde Impériale. Sa carrière militaire fut brève. Il présenta sa démission en septembre 1867 et débuta une carrière civile.
Il se rapprocha de l’ancien officier d’artillerie Giraud-Teulon, qui avait fait ensuite des études de médecine et s’était spécialisé en ophtalmologie, avant de créer en 1864 une clinique privée. Badal exerça dans cette clinique et Giraud-Teulon devint son véritable Maitre. En 1877, il en prit la direction pour une courte période. Parinaud fut son successeur. Pendant le siège de Paris en 1870, il signa un engagement et fut affecté à l’Hôpital du Gros Caillou. Sa conduite lui valut la Croix de la Légion d’Honneur.
Le 11 avril 1875, il présenta, lors d’une séance de la société de chirurgie, son périmètre pour l’étude de la totalité du champ visuel et son schémographe, pour y transcrire les résultats. Il était constitué d’un arc de cercle périmétrique fendu inspiré de Jean-Eugène Robert-Houdin.
L’année suivante, le 16 février, devant la même Société, Giraud-Teulon présenta l’optomètre de Badal, qui sera connu mondialement. Il vantait les mérites de cet appareil. Il était constitué d’un tube cylindrique de 30 centimètres contenant une lentille convergente et une plaque de verre mobile avec des optotypes. Cet appareil permettait de mesurer rapidement et facilement l’acuité, la réfraction et l’accommodation. La mise en œuvre était simple, facile et rapide, pour étudier toutes les anomalies, y compris les astigmatismes. Il pouvait être utilisé dans le domaine de la sélection et dans les Conseils militaires de révision. 
En 1877, Badal fait, à l’École pratique de la Faculté de médecine de Paris, des Conférences d’optométrie et d’oculistique. Il rassemble et fait paraître dans trois livres ses conférences : La Clinique Ophtalmologique, Les Leçons d’ophtalmologie et Leçons sur l’opération de la cataracte.
L’Académie des sciences lui décerne une citation honorable pour l’ensemble de ses travaux et la Faculté de médecine de Paris le choisit pour le prix Barbier. Ses appareils, ses écrits et ses communications sont remarqués par le professeur Gavarret (1809-1890), qui obtient en 1878 un poste de chargé de cours annexe de clinique ophtalmologique et la nomination de Badal pour y dispenser cet enseignement. Badal commence donc sa carrière universitaire à Bordeaux en 1878, année de la constitution de la Faculté de médecine, créée en décembre 1874[Passage contradictoire].

### Bordeaux et l'organisation du service d'ophtalmologie
Lors de son inauguration, le 25 novembre 1878 par le Président Sadi Carnot, la Faculté ne comprenait que les cliniques fondamentales mais elle s’était déjà enrichie d’un cours annexe théorique d’ophtalmologie, dont Badal avait été nommé titulaire. Le 30 décembre 1882, le Cours complémentaire de clinique ophtalmologique était transformé en cours magistral. Le 4 février 1885, la première chaire d’Ophtalmologie de Bordeaux était créée et confiée à Badal. Il en resta titulaire jusqu’au 13 novembre 1910.
Au début, Badal ne put disposer que d’une simple consultation dotée de moyens rudimentaires, dans une petite pièce sous un escalier contigu à la chapelle de l’hôpital Saint-André. Il y recevait trois fois par semaine, gratuitement, des indigents. Il obtint ensuite un externe et quelques lits d’hospitalisation dans le service de chirurgie infantile du Professeur Denucé. Pendant le semestre d’été de l’année universitaire 1878-1879, il organisa, pour ses premiers étudiants, le vendredi et le samedi un cours clinique et théorique. En 1880-1881, la Clinique s’installait dans des locaux autonomes, avec salles de consultation et d’hospitalisation. La visite débutait à 8h30, suivie d’une consultation et d’une séance opératoire. Le lundi, il faisait une leçon de clinique chirurgicale ; le mercredi d’ophtalmoscopie et le vendredi une leçon sur les pathologies du fond d’œil. Pendant l’année 1881-1882, 2000 consultants furent reçus, 10000 consultations données et 400 interventions réalisées.
C’est dans ce service que Badal soignera avec douceur les malades, les faisant bénéficier de sa grande expérience clinique et de son habileté chirurgicale. C’est là qu’il dispensera son enseignement, clair et pratique.
En 1889, Félix Lagrange rentre du Tonkin. Il est agrégé de chirurgie depuis 1883 et nommé à Bordeaux. Il y est candidat à un concours de chirurgien des hôpitaux civils. Il est nommé et, en 1890, termine sa carrière militaire.
Par l’intermédiaire du médecin-chef de l’hôpital militaire Saint-Nicolas, Badal tente d’obtenir un poste d’agrégé pour son service, et sollicite Lagrange. Celui-ci avait en 1884 fait sa première publication ophtalmologique, participé à l’enseignement de la spécialité et en 1887 fait paraître un « précis d’ophtalmologie ». Il participera, avec Badal à l’enseignement dispensé par la chaire d’ophtalmologie.
En 1894, il créera un service hospitalier consacré à l’ophtalmologie, le service de l’hôpital des enfants. Il est ophtalmologiste et enseigne sa spécialité. Il sera, en 1910, le successeur de Badal à la chaire et dans son service à l’hôpital Saint-André. Sa candidature pour succéder à Panas n’avait pas été retenue.

## Son œuvre scientifique
De nombreuses publications parurent dans les archives d’ophtalmologie, dont il fut jusqu’à la fin de sa vie un des directeurs.
Ses appareils, conçus ou améliorés, pour examiner les yeux et la vision sont nombreux. Après l’optomètre et le périmètre, il imagina un ophtalmoscope à réfraction, un phakomètre permettant de déterminer ou de vérifier le numéro des verres de lunettes, un œil artificiel reproduisant tous les degrés d’amétropies et représentant les principales affections de la rétine et de la choriorétine, et un échiquier pour l’étude de la vision des couleurs. Il modifia et améliora le pupillométre de Robert-Houdin, pour mesurer le diamètre pupillaire en vision de loin.

### En optique physiologique
Plusieurs de ses travaux concernent le domaine théorique de l'optique physiologique :
- il imagina une méthode pour le diagnostic rétrospectif de la réfraction après extraction du cristallin des aphaques ;
- il étudia la répercussion du diamètre de la pupille et des cercles de diffusion sur l’acuité visuelle ;
- il proposa une méthode pour la détermination expérimentale de la focale d’une lentille divergente ;
- il préconisa l’emploi de la loupe associée au lorgnon sténopéique dans certaines anomalies de réfraction avec diminution de l’acuité visuelle.

### En pathologie
Ils concernent : les étiologies des maladies des voies lacrymales ; les traitements chirurgicaux de la myopie et des kératocônes ; la chirurgie des cristallins transparents ; les autoplasties palpébro-palpébrales.
Ophtalmologiste de l’Institut des aveugles de Bordeaux, il s’intéressa à l’hygiène oculaire et à la prophylaxie. 
Parmi ses écrits, trois occupent une place particulière : le traitement médical des cataractes, l’arrachement du nerf nasal externe et la description d’un syndrome de cécité psychique.
S’inspirant des travaux de Pugliatti (1845) et de Martin (1863), il expérimenta un traitement des cataractes débutantes par des bains iodurés et constata un arrêt dans l’évolution des opacités. Il rapporta ses résultats au Congrès de la Société Française d’Ophtalmologie en 1902.
Il préconisa en 1882, dans une communication à la Société de chirurgie, « l’arrachement du nerf nasal externe dans les douleurs ciliaires ». Il décrivit une technique pour trouver l’emplacement des filets nerveux au niveau du rebord orbitaire supéro-interne. Il proposa cette intervention, qui sera connue comme « l’opération de Badal », dans trois indications : les algies orbitaires, les algies ciliaires et le glaucome. Lagrange soulignera en 1885 l’intérêt de cette intervention, dont l’action n’est que passagère sur l’hypertonie, mais durable sur les névralgies ciliaires, avec ou sans glaucome. En 1922, dans son livre « Glaucome et Hypotonie », Lagrange confirmera son jugement de 1885, estimant que l’arrachement peut s’ajouter à l’action des myotiques.
En 1888, Badal rapporta le cas d’une malade de 31 ans, sortie d’un coma post-éclamptique avec une tétrade de signes : agnosie digitale, dyscalculie, dysgraphie et hémianopsie.
En 1924, Gerstman(un Autrichien qui émigrera aux USA) décrivit un cas identique, localisant la cause au niveau du gyrus angulaire. Cette pathologie sera connue sous le nom de « syndrome de Gerstman » jusqu’à la découverte par Benton de la publication antérieure de Badal.
En décembre 1965, Critchley prononçant une conférence sur « L’origine du syndrome de Gerstman », insista sur l’antériorité de Badal et rebaptisa le syndrome, désormais connu sous le nom de « Syndrome de Gerstman–Badal ».

## L'homme
Dans son hôtel de la rue du Temple, proche du Grand théâtre et de la place Gambetta, de nombreux patients le consultaient. Sa réputation s’était vite étendue à tout le Sud-Ouest et lui procurait une grande aisance financière. Il avait acquis à Talence une propriété, dans un domaine constitué au XVIIIe siècle par un banquier bordelais. En 1886, il en céda une partie à la faculté de pharmacie pour y réaliser le jardin botanique universitaire de Talence.
Il créa un prix récompensant un travail consacré à l’ophtalmologie paru dans les deux années précédentes. Toute sa vie il resta fidèle à sa province natale et il revint dans les villes de son enfance ; chaque voyage était pour lui comme un pèlerinage. Au retour de l’un d’eux il fonda une société amicale, « l’Auvergne » (qui existe toujours), pour rassembler les originaires du Cantal, fixés à Bordeaux. Il en fut le premier Président. La musique, la littérature, la poésie occupaient ses heures de loisirs. Cette sensibilité, insoupçonnée de beaucoup de ses contemporains, lui permit de composer de nombreux sonnets et une comédie en vers en trois actes.
Il poursuivit son activité à l’hôpital et son enseignement jusqu’à sa retraite, mais il avait cessé progressivement son activité privée. Ses voitures et ses chevaux avaient rejoint sa propriété d’Arcins dans le Médoc, à une vingtaine de kilomètres de Bordeaux. Il ne voulut jamais connaître l’automobile et il renonça au téléphone lorsqu’il arrêta de consulter à son domicile privé.
Pendant sa longue retraite, il devint veuf. Sa femme, née Julie Sophie Prengrueber ne lui avait pas donné d’enfant. Il demanda que ses obsèques se déroulent discrètement, sans apparat. Il avait souhaité, seulement, un adieu du doyen de cette faculté, qu’il avait accompagnée dans son développement en apportant chaque jour sa pierre à l’édifice et du Président de « l’Auvergne », cette Société chère à son cœur, qui regroupait ses compatriotes auvergnats. Le Professeur Badal mourut le 9 janvier 1929. Le doyen salua en lui « l’un des meilleurs professeurs de la Faculté. »
Il était Chevalier de la Légion d’Honneur, Officier de l’Instruction publique depuis 1894 et Officier d’Académie depuis 1886.
Lors de son départ en retraite il avait dit :
« Si quelqu’un dans l’avenir s’avise de parler de moi, je lui demande de me représenter tout simplement comme un précurseur. »